# Gołąbek fiołkowonogi

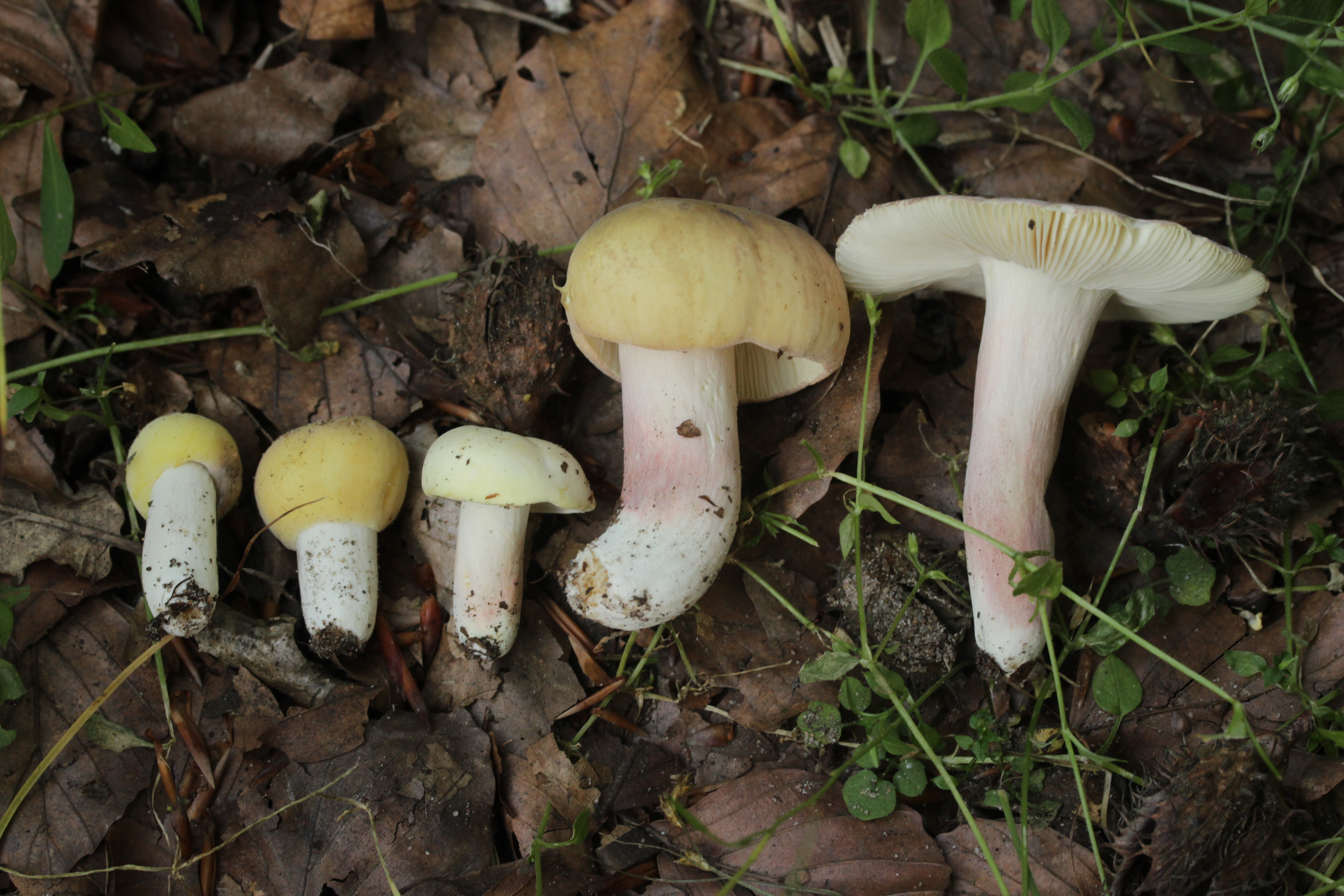

Gołąbek fiołkowonogi (Russula violeipes Quél.) – gatunek grzybów należący do rodziny gołąbkowatych (Russulaceae).

## Systematyka i nazewnictwo
Pozycja w klasyfikacji według Index Fungorum: Russula, Russulaceae, Russulales, Incertae sedis, Agaricomycetes, Agaricomycotina, Basidiomycota, Fungi.
Po raz pierwszy opisał go w 1898 r. Lucien Quélet i nadana przez niego nazwa naukowa jest aktualna. Synonimy:
- Russula amoena var. violeipes (Quél.) Singer 1932
- Russula heterophylla var. chlora Gillet 1876
- Russula olivascens var. citrinus Quél. 1886
- Russula punctata f. citrina (Quél.) Maire 1910
- Russula punctata f. violeipes (Quél.) Maire 1910
- Russula violeipes f. citrina (Quél.) Romagn. 1942
- Russula violeipes Quél. (1898) f. violeipes
- Russula violeipes var. citrina (Quél.) Sarni 1998
- Russula xerampelina var. citrina (Quél.) Quél. 1888

Nazwę polską podała Alina Skirgiełło w 1991 r.

## Morfologia
Kapelusz
Średnica 3,7–8 cm, początkowo wypukły, potem szeroko rozpostarty, na koniec wklęsły, nawet miseczkowaty. Powierzchnia czasami ziarnista, czasami błyszcząca, cytrynowożółta, żółtofiołkowa, oliwkowożółta, rzadziej kremowa, czasem karminowofioletowymi lub brudnofioletowymi plamami. Brzeg ostry i równy.
Blaszki
Dość gęste, bez blaszeczek lub rozwidlone przy trzonie, ostre zarówno przy brzegu jak przy trzonie, nieco zbiegające, początkowo białe, potem jasnokremowe, z licznymi zmarszczkami.
Trzon
Wysokość 3,7–7 cm, grubość do 1,3 cm, zazwyczaj na środku nieco grubszy, początkowo pełny, potem watowaty i komorowaty. Powierzchnia nieco oszroniona, biała lub nabiegła jasnocytrynowo, purpurowofioletowo lub brudnokarminowo.
Miąższ
Biały, o słabym zapachu lub bez zapachu i łagodnym smaku. Pod wpływem fenolu powoli zmienia barwę na czekoladową.
Wysyp zarodników
Jasnokremowy.
Cechy mikroskopowe
Podstawki 50–65 × 10–19 µm. Zarodniki 6,5–9 × 6–8 µm, prawie kuliste, siateczkowato-grzebieniaste z tępymi, słabo amyloidalnymi brodawkami i grzebieniami o różnej grubości. W skórce kapelusza szydłowate włoski z kulistawą komórką u podstawy. Brak przewodów mlecznych.

## Występowanie i siedlisko
Podano stanowiska w Ameryce Północnej, Europie, Australii oraz w Korei i Japonii. W Polsce gatunek rzadki. Znajduje się na listach gatunków zagrożonych w Norwegii i Holandii. Najbardziej aktualne stanowiska podaje internetowy atlas grzybów. Znajduje się w nim na liście gatunków zagrożonych i wartych objęcia ochroną.
Naziemny grzyb mykoryzowy. Rośnie w lasach iglastych, na ziemi, pod jodłami. Owocniki wytwarza od sierpnia do września.

## Znaczenie
Grzyb jadalny.